# Trau, schau wem!
Trau, Schau, Wem! (Prenditi cura di chi ti fidi!) op. 463, è un valzer di Johann Strauss (figlio).

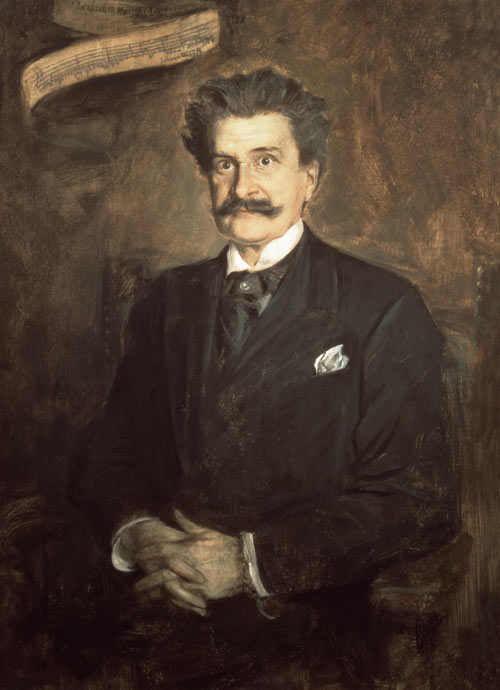
Ritratto di Johann Strauss eseguito da Lenbach.

Il 30 gennaio 1895 il pittore tedesco Franz von Lenbach (1836-1904) scrisse una lettera a Johann Strauss nella quale invitava il compositore ad accettare di farsi ritrarre, per poter rendere omaggio ad un grande maestro, come scrisse Lenbach.
Lenbach fu uno dei più richiesti ritrattisti della Germania ed ebbe l'onore di ritrarre i più grandi uomini del suo tempo, come l'imperatore Guglielmo I di Germania, Bismarck, William Ewart Gladstone, Liszt e Wagner.
Strauss accettò volentieri tale invito (per sé e per sua moglie Adèle), e la coppia si recò a Monaco di Baviera dove rimase per otto giorni, il tempo del ritratto.
Il Musical Courier annunciò:
(Musical Courier)
Come il Musical Courier aveva preannunciato, Strauss dedicò il suo Lenbach-Walzer a Franz von Lenbach.
Questa composizione, scritta in gratitudine al ritrattista e formalmente intitolata Trau, Schau, Wem!, era basata su melodie dall'ultima operetta di Strauss, Waldmeister (Asperula), che ricevette la sua prima al Theater an der Wien il 4 dicembre 1895.
Il fratello del compositore, Eduard Strauss, condusse l'orchestra Strauss nella prima esecuzione del valzer ad un concerto nella sala dorata del Musikverein il 15 dicembre 1895.